# Chersotis glebosa
Chersotis glebosa là một loài bướm đêm trong họ Noctuidae.